# Fleisch- und Wurstware (Italien)

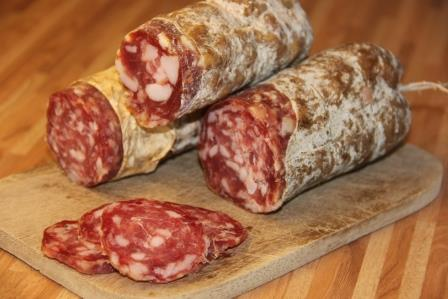
Drei Sorten italienischer Salami

Italienische Fleisch und Wurstwaren basieren auf einer eigenständigen Fleischereitradition, die bis in die Antike zurückreicht. Sie wird ergänzt um Einflüsse aus der französischen Küche (Aostatal), österreichischen Küche (Südtirol) und Bevölkerungsminderheiten wie Ladiner, Albanern und den Heimatküchen von Migranten.

## Einteilung
Die italienischen Fleisch- und Wurstwaren werden im Italienischen unter dem Oberbegriff salumi (im Singular salume) zusammengefasst. Während es für Fleischwaren, wie Parmaschinken oder Pancetta keinen einheitlichen Oberbegriff gibt, bezeichnet man Wurstwaren als insaccati. Der Begriff leitet sich aus dem Verb insaccare (im Deutschen einsacken, einhüllen) ab und bezieht sich auf den Herstellungsprozess der Wurst, die in eine natürliche oder künstliche Wursthülle gefüllt wird.
Der Umkehrschluss, dass Produkte mit Hülle automatisch als Wurstwaren zu betrachten sind, ist allerdings falsch. Da einige Fleischwaren, wie beispielsweise der Rohschinken Culatello di Zibello oder die Rohpökelware Capocollo di Calabria, ebenfalls in einen Naturdarm gepresst werden, aber im Gegensatz zu den Wurstwaren vorher nicht im Fleischwolf oder in anderer Weise zerkleinert werden, sondern im Ganzen „eingesackt“ werden.

### Insaccati
- Soppressa und Soppressata: Die Soppressa oder Soppressata, was so viel wie „Presswurst“ bedeutet, ähnelt im Geschmack der Salami, ist aber wesentlich dicker und größer. Nach dem Füllen des zerkleinerten Fleisches und Specks in Därme wird die Wurst rechteckig gepresst, vor allem um etwaige restliche Luft auszudrücken. Die Bezeichnung stammt übrigens von dem provenzalischen Wort „saupressado“ ab. Die Soppressa oder Soppressata werden in vielen Varianten in den norditalienischen Regionen Friaul, Venetien und Julien und in Süditalien hergestellt. Da sie recht dick sind, müssen sie 10 bis 15 Monate an der Luft reifen. Zum Schluss wiegen sie 2 bis 3 kg und werden, in Scheiben geschnitten, mit frischem Obst oder leicht erhitzt mit Polentaplätzchen als Vorspeise oder Imbiss gereicht. Die Soppressa Veneta kommt aus Venetien und zeichnet sich durch besondere Zartheit und kräftiges Aroma aus.

Sie wird aus 70 Prozent magerem Schweinefleisch und 30 Prozent Bauchspeck mit Brustspitze gefertigt. Alles wird nur grob zerkleinert und mit Pfeffer, zerdrücktem Knoblauch und Weißwein oder auch Grappa vermischt, dann in Schweinedarm gefüllt und gepresst. Bei etwas höherer Temperatur wird vorgereift und dann luftgetrocknet. Sehr ähnlich ist die Soppressata di Fabriano, die aber leicht geräuchert wird. Aus dem südlichen Apenningebirge kommt die Soppressata della Basilicata, die nur mit Pfeffer gewürzt wird und aus 80 Prozent magerem Schweinefleisch und 20 Prozent Räucherspeck besteht. Eine Besonderheit stellt die Soppressa Coppata dar. Sie ist sehr dick und enthält im Inneren ein dickes Stück aus der Schweinekeule. Im Anschnitt sieht sie wie eine Schinkenscheibe mit einer Umrandung aus Salami aus.
- Finocchiona: In der Toskana, aus der die Finocchiona stammt, stellt man eine delikate Dauerwurst, die mit der Salami verwandt ist, her. Sie hat ihren Namen von „finocchio“, also vom Fenchel, dessen Samen für diese Wurst Verwendung finden. Früher nahm man dafür den wildwachsenden Fenchel. Die Finocchiona wird in zwei Arten hergestellt: Die eine besteht aus 50 Prozent magerem Schweinefleisch und 50 Prozent Schweinebacke (einschließlich der Speicheldrüse). Die andere Variante besteht zu je einem Viertel aus Schweine- und Rindfleisch und zur Hälfte aus Schweinebacke (der Wange des Schweins).

Das von Sehnen und Nerven befreite Fleisch wird wie üblich gekühlt und mit dem Fleischwolf und dessen 16–18-mm-Lochscheibe, dann noch einmal mit der 8-mm-Scheibe zerkleinert. Zu dieser Masse werden pro kg zugegeben: 35 bis 40 g Salz, 0,3 bis 0,4 g Salpeter, vier Gramm zerdrückter schwarzer Pfeffer, drei bis fünf Gramm Fenchelsamen sowie auch etwas in Weißwein eingelegter Knoblauch. Wenn alles fertig durchmischt ist, wird die Masse in 50 cm langen Rinderdarm gefüllt, mit Wurstkordel recht dicht gebunden und zwei bis drei Tage lang bei einer von 20 auf 22 °C ansteigenden Temperatur und einer Luftfeuchtigkeit von 65 bis 70 Prozent aufgehängt. Die 60 bis 90 Tage dauernde Reifung erfolgt zuerst bei 16 bis 17 °C und dann bei 14 bis 15 °C. Dabei beträgt die Feuchte 80 Prozent. Zum Schluss wiegt die ausgereifte Finocchiona 2,5 bis 4 kg.
Die Geschmacksgewohnheiten in der Toskana erfordern von dieser Wurst einen leicht sauren Geschmack, der sich erst nach mindestens zwei Monaten einstellt. Man erkennt diese toskanische Spezialität an dem grünlichen Schimmel. Die Finocchiona wird in der Toskana in dünnen Scheiben zusammen mit einem kräftigen Chiantiwein und dem „sciocco“, einem ungesalzenen Weißbrot, als Vorspeise serviert.
- Cacciatore: Il Cacciatore – was eigentlich „Jäger“ bedeutet – ist eine kleine salamiähnliche Dauerwurst mit einem Gewicht, das von 60 bis 180 g variieren kann. Die Herstellung gleicht der der Salame Milano oder Felino. Nur die Reifezeit ist mit 15 Tagen wesentlich kürzer, denn diese Würste sind ja viel kleiner. Auf den Bauernhöfen werden die mittelkörnigen, luftgetrockneten und mit Schimmel überzogenen Cacciatori schon seit alters her produziert. So ist es erklärbar, dass sich in ihrer Zusammensetzung eine große Vielfalt zeigt. Viele Cacciatori bestehen aus 35 Prozent Schweinefleisch, 15 Prozent Bauchspeck und 50 Prozent Rindfleisch, aber der Rindfleischanteil kann bis auf Null absinken. Wie der Name dieser Wurst verrät, hatte sie früher eine Snack- oder Imbissfunktion für Jäger, Schäfer oder Einsiedler.
- Mortadella di Bologna: Brühwurst mit Speck
- Mortadella di Prato
- Salsiccia: Brühwurst
- Salama da Sugo
- Salami: meist luftgetrocknete Rohwürste
- Strolghino
- Zampone

### Fleischwaren
- Bresaola
- Culatta
- Culatello di Zibello
- Capocollo di Calabria
- Guanciale
- Lardo
- Pancetta
- Parmaschinken
- Prosciutto Veneto Berico-Euganeo
- San-Daniele-Schinken
- Spalla cotta di San Secondo
- Spalla cruda
- Südtiroler Speck